# Гуадалканалска кампания
Гуадалканалската кампания, също известна като битката при Гуадалканал, включва военни действия между 7 август 1942 г. и 7 февруари 1943 г., в Тихия океан през Втората световна война.
Сраженията се водят по земя, море и въздух, като в тях са изправени Съюзническите сили срещу тези на Японската империя. Битката е оценявана като стратегически важна във войната. Тя се състои на и около остров Гуадалканал, един от южните Соломонови острови и е първата по-голяма сухопътна офанзива, организирана от Съюзниците срещу Япония.

## Военноморски действия

### Десанти на Соломоновите острови и битка за остров Саво
На 6 юли 1942 г. японците мобилизират войници и работници към остров Гуадалканал от Соломоновите острови и започват да строят летище там. Съюзниците осъзнават, че базирането на самолети там би застрашило сериозно Нова Каледония, Новите Хебриди, както и Порт Морсби в Нова Гвинея. Поради тази причина, са взети незабавни мерки за изтласкването на японците от островите, използвайки наличните сили в Южния Тихи океан.
На 7 август 1942 г. около 6000 души от американската 1-ва дивизия на морската пехота под командването на генерал-майор Александър Вандегрифт предприемат морски десант срещу Гуадалканал, изненадвайки 2000-те японски защитници на острова. Десантът е извършен със силна поддръжка по море и въздух и е посрещнат с малка първоначална съпротива. Гуадалканалското летище е превзето през първите 36 часа. Морската пехота го кръщава Хендерсън по името на майор Лофтън Хендерсън – летец, който загива, докато провежда въздушна бомбардировка срещу самолетоносача „Хирю“ в битката при Мидуей през изминалия месец. Летище Хендерсън бързо се превръща в център на гравитация в хода на Гуадалканалския конфликт.
Японците реагират бързо на нападението и малко преди 2:00 часа сутринта на 9 август отправят мощен удар срещу съюзническата военноморска сила, която поддържа операцията. Сила от японски крайцери и разрушители влизат в ожесточена среднощна схватка със съюзническия флот, позната като битката при остров Саво. Резултатът е катастрофален за Съюзниците. Само за около половин час японските сили успяват да потопят американските крайцери „Астория“, „Куинси“, „Вансен“ и изваждат от строя австралийския крайцер „Канбера“, докато претърпяват само пренебрежителни загуби. През следващите месеци десетки японски и съюзнически кораби са потопени във водите северно от Гуадалканал.

### Битки за Източните Соломонови острови, нос Есперанс и Санта Крус
Японските сили започват да се концентрират при Рабаул, Нова Британия, на около 1050 km северозападно от Гуадалканал. Американският вицеадмирал Робърт Гормли отговаря, като групира Оперативно съединение 61 под контраадмирал Франк Джак Флетчър югоизточно от Гуадалканал. Самолетоносачите „Ентърпрайз“ и „Саратога“ и линейният кораб „Норт Каролина“ са подкрепяни от многобройни крайцери и разрушители, както и самолетите от летище Хендерсън. На 24 август американските сили срещат 1-ва авионосна дивизия на вицеадмирал Чуичи Нагумо, след което се разразява битката при Източните Соломонови острови. Торпедоносци Grumman TBF Avenger от „Саратога“ потапят японския лек самолетоносач „Рюджо“ и повреждат сериозно „Читосе“. „Ентърпрайз“ е ударен от пикиращи бомбардировачи от японския самолетоносач „Шокаку“, а избухнал пожар дълбоко в кораба обездвижва рула му. Той прекарва почти час, плавайки в кръг, преди контролът над него да бъде възстановен. Ако втората вълна японски самолети не бе получила грешен доклад за местоположението на американските самолетоносачи, „Ентърпрайз“ със сигурност не би оцелял този ден.
И двете страни изтеглят корабите си от района към полунощ, а японският конвой за доставки под командването на контраадмирал Танака Райджо се опитва да си проправи път до Гуадалканал без преимуществото на въздушната поддръжка на сутринта на 25 август. Пикиращи бомбардировачи от Гуадалканал удрят флагманския кораб на Танака, крайцера „Джинцу“, и нанасят тежки щети по японски транспортен кораб. Американски бомбардировачи B-17 отбелязват пряко попадение по разрушителя „Мицуки“ и го потапят. Танака се оказва принуден да отстъпи, но бързо преразглежда тактиката си, а ескадрата му от разрушители (т. нар. „Токио Експрес“) впоследствие пренасят хиляди японски войници и тонове провизии към Гуадалканал през следващите месеци.
През следващите шест седмици Соломоновите острови са относително тихи, макар японските самолети и подводници да продължават да тормозят американските доставки, а японските кораби обстрелват летище Хендерсън. Може би най-известната загуба по това време е американският самолетоносач „Уосп“, който е торпилиран и потопен от японската подводница I-19 на 15 септември. Въпросната торпедна атака също удря фатално и разрушителя „О'Браян“ и нанасят щети по „Норт Каролина“. Японците презапасяват и укрепват позициите си при Гуадалканал чрез среднощни курсове на „Токио Експрес“, а Танака си спечелва репутацията на един от най-талантливите командири на разрушители в Тихоокеанския театър на военните действия. Малко преди полунощ в нощта на 11 октомври, пет американски крайцера и четири разрушителя под командването на контраадмирал Норман Скот се натъкват на голяма японска сила, плаваща в посока към летище Хендерсън. В последвалата битка при нос Есперанс японците губят тежкия крайцер „Фурутака“ и разрушителя Фубуки, докато американците губят разрушителя Дънкан.
Две седмици по-късно настъпва много по-голямата битка при островите Санта Крус на фона на голяма японска сухопътна офанзива на Гуадалканал. Американските командири обаче очакват японско нападение и вицеадмирал Уилям Холси, който вече е наследил Гормли като командир на американските военноморски сили в Южния Тихи океан на 18 октомври, концентрира наличните си сили в две авионосни бойни групи. Самолетоносачът „Ентърпрайз“, който прекарва почти месец в поправки при Пърл Харбър, плава с линейния кораб „Саут Дакота“, тежкия крайцер „Портланд“ и стена от леки крайцери и разрушители. Самолетоносачът „Хорнет“ е подкрепян от тежките крайцери „Нортхемптън“ и „Пенсакола“, леки крайцери и разрушители. Срещу тази сила е изправен флота на вицеадмирал Чуичи Нагумо, включващ самолетоносачите „Шокаку“ и „Дзуйкаку“, и двата от които са участвали в нападението над Пърл Харбър, лекия крайцер „Дзуйхо“, ескортния самолетоносач „Джуньо“, четири линейни кораба и множество разрушители и други помощни плавателни съдове. Двете сили се срещат северно от Гуадалканал на 26 октомври. Резултатът е тактическа победа за Япония. „Хорнет“ е потопен, а „Ентърпрайз“ е тежко повреден. Нагумо обаче е принуден да се изтегли, тъй като „Дзуйхо“ и „Шокаку“ понасят множество бомбени удари, а загубата на почти 100 самолета ги е оставила със силно намален боен капацитет. Японското отстъпление предоставя на американците така желания от тях период на почивка за възстановяване.

### Морска битка при Гуадалканал
Кулминацията на военноморските сражения при Соломоновите острови настъпва с морската битка при Гуадалканал (12 – 15 ноември 1942 г.). На 11 – 12 ноември американците правят десант с голям контингент от подкрепления и провизии на острова. Приблизително по едно и също време, група японски транспортни съдове, превозващи около 7000 души, отплава южно от Рабаул под прикритието на няколко линейни кораба и голяма стена от крайцери и разрушители. Когато американците засичат тази сила, наближаваща към уязвимите си товарни и транспортни съдове, те изпращат крайцери и разрушители, които да забавят противника. Това води до поредица от интензивни схватки, които нанасят тежки щети и на двете страни, но оставят САЩ в по-благоприятна позиция при Соломоновите острови.
Малко след полунощ на 13 ноември, американско оперативно съединение под командването на контраадмирал Даниъл Калаган влиза в схватка с японските кораби на вицеадмирал Хироаки Абе. Последвалата битка е брутално 24-минутно меле, в което големи линейни кораби от двете страни започват интензивен обстрел на близко разстояние. Японците губят линейния крайцер „Хией“, докато САЩ губят двата крайцера „Атланта“ и „Джуно“, както и няколко разрушителя. Даниъл Калаган и Норман Скот са убити в сражението.
На 14 ноември японски крайцери и разрушители откриват артилерийски огън по летище Хендерсън, а северно от Гуадалканал се задава още една атакуваща сила. През деня японските кораби стават обект на множество въздушни нападения, а през нощта са атакувани от линейните кораби „Уошингтън“ и „Саут Дакота“. Около полунощ се разразява поредния интензивен бой северно от остров Саво. В него японците губят линейния кораб „Киришима“ и тежкия крайцер „Кинугаса“, а американците губят три разрушителя.

## Сухопътна кампания
Първоначалният морски десант на южните Соломонови острови е пример за върховна координация между съюзническите военноморски, военновъздушни и сухопътни войски. Военните кораби предприемат масов артилерийски обстрел, който да прикрива настъплението на десантните съдове, а бомбардировачите отслабват японската защита. Американските морски пехотинци слизат на ключови места из островите. Те бързо подсигуряват брегови плацдарм при Гуадалканал и превземат почти завършената самолетна писта, която по-късно става летище Хендерсън. Завземат и по-малките острови Тулаги, Гавуту и Таномбого. Докато японските строителни войски на Гуадалканал са преодолени с относителна лекота, бранителите на Тулаги и Гавату включват елементи от елитните Специални военноморски десантни сили, които се бият с решителност. В битката за Тулаги, японският гарнизон не се предава, а се сражава почти до последния човек. Това служи като мрачен образец на по-късните сражения за американците в Тихоокеанския театър.
Още с пристигането на американците на Гуадалканал, японските командири започват приготовления за възвръщане на острова. Вандегрифт концентрира около 11 000 морски пехотинци в тесен защитен периметър около летище Хендерсън. Той е и предупреден относно предстояща японска контраатака, благодарение на усилията на американските дешифровчици, които успяват да разбият японския военноморски код. Японците вярват, че американците са изтеглили повечето от войските си след тежкото си поражение при остров Саво, но силно подценяват присъствието на противника на Гуадалканал. Призори на 21 август японците предприемат първата си сухопътна офанзива на Гуадалканал. В битката за Тенару, американските морски пехотинци унищожават сила от около 900 японски ветерани източно от летище Хендерсън.
Артилерийският обстрел на японските кораби и въздушните бомбардировки на японските самолети се превръщат в рутина, но американските защитници успяват да удържат позицията си в Гуадалканал, отчасти благодарение на усилията на пъстрата комбинация от различни въоръжени сили. Съюзническите пилоти свалят над 150 японски самолета през първите пет седмици на битката, а бомбардировачите от Хендерсън нанасят удари по японските бойни и транспортни кораби. На 13 – 14 септември 800 пехотинци от 1-ви рейдерски батальон и малко парашутисти попадат под ударите на едно от най-интензивните сражения за летище Хендерсън, когато са нападнати от японска сила, превъзхождаща ги числено три пъти. В последвалата битка за хребета Едсън, упоритата им отбрана затвърждава репутацията на морските пехотинци.
Японските войски на острова достигат максимален размер от 36 000 души към октомври, но те не успяват да разкъсат американския защитен периметър и да си възвърнат летището. Най-тежките боеве се водят на 24 – 25 октомври, когато един батальон на морските пехотинци се оказва единствената пречка между летището и два японски полка. 1-ви батальон от 7-а морска дивизия под командването на Чести Пулър отблъсква японските набези и удържа позицията си. През ноември, американският военноморски флот вече успява да изпраща подкрепления към Гуадалканал по-бързо от японците, а съюзническите контраатаки постепенно изтласкват японците към северозападната част на острова.
През декември, 1-ва морска дивизия е изтеглена от острова след четири месеца интензивни военни действия и е заменена от 25-а пехотна дивизия. Към началото на 1943 г., съюзническата военна мощ на Гуадалканал е съставена от две армейски дивизии и един морски полк на САЩ, наброяващи общо 44 000 души. Офанзивните действия продължават и през януари 1943 г. и все повече стесняват японската позиция. През първата седмица на февруари, леки плавателни съдове започват да евакуират останалите 12 000 японски войници от Гуадалканал. На 8 февруари 1943 г., почти шест месеца след първоначалния десант, последната японска съпротива на острова е потушена, а Гуадалканал става едно от сигурните притежания на Съюзниците.

## Последствия
Макар американските загуби да са големи както в морето, така и на сушата, битката за Гуадалканал се оказва решителна стратегическа съюзническа победа, тъй като позициите им по южните Соломонови острови повече не са сериозно застрашавани. Японците губят общо около 24 000 души, докато американците губят 1600 души в бой плюс още много от малария и други тропически болести. Различните военноморски схватки костват на японците 2 линейни кораба, 4 крайцера, 1 лек крайцер, 11 разрушителя и 6 подводници, докато американците губят 8 крайцера, 2 тежки крайцера и 14 разрушителя.
След Гуадалканал, Японската империя заема ясна отбранителна позиция в Тихия океан. Съюзническата база на острова е разширена и използвана като отправна точка в последващите съюзнически операции във войната.